# Balgetia
Balgetia är ett släkte av plattmaskar. Balgetia ingår i familjen Provorticidae.
Släktet innehåller bara arten Balgetia semicirculifera.